# 都城市立山之口中学校
都城市立山之口中学校（みやこのじょうしりつ やまのくちちゅうがっこう）は、宮崎県都城市山之口町花木にある公立の中学校。

## 概要
歴史
1947年（昭和22年）の学制改革の際に新制中学校として創立。現校名となったのは2006年（平成18年）。2022年（令和4年）に創立75周年を迎えた。
校章
校名の「山之口」を図案化したものを背景にして、中央に「中」の文字を配している。
校歌
1961年（昭和36年）制定。比江島一夫、作曲は大山親衛による。歌詞は3番まであり、各番の歌詞中に校名の「山之口中学校」が登場する。
通学区域
都城市山之口町全域。
中学校区は都城市立山之口小学校、都城市立麓小学校、都城市立富吉小学校。

## 沿革
- 1947年（昭和22年）- 学制改革が行われる（六・三制の実施）。
  - 4月1日 - 山之口国民学校初等科は、新制小学校「山之口村立山之口小学校」に改組・改称。
  - 4月30日 - 新制中学校の設置が認可される。
  - 5月1日 - 山之口国民学校高等科は、青年学校普通科とともに、新制中学校「山之口村立山之口中学校」に改組・改称。開校式を挙行。
    - 当初、山之口小学校教室および山之口青年学校の校舎を使用。

  - 7月 - 保護者会が発足。
  - 11月 - 保護者会を解散し、山之口小中PTAが発足。
- 1948年（昭和23年）
  - 3月31日 - 山之口青年学校が廃止される。
  - 4月 - 木造新校舎が完成し、4学級を収容。
  - 7月 - 山之口小中PTAが解散し、中学校PTAが発足。
  - 9月 - 木造新校舎が完成し、2学級を収容。
- 1949年（昭和24年）
  - 8月 - 木造新校舎が完成し、6学級を収容。
  - 12月 - 木造新校舎1棟（7教室）が完成。
- 1950年（昭和25年）12月 - 運動場が完成。
- 1952年（昭和27年）8月 - 中央校舎3教室が完成。
- 1957年（昭和32年）2月 - 家庭科教室が完成。
- 1959年（昭和34年）4月 - 体育館が完成。
- 1963年（昭和38年）3月 - 運動場を移転。
- 1964年（昭和39年）11月3日 - 町制施行により、「山之口町立山之口中学校」に改称。
- 1965年（昭和40年）8月 - 運動場に芝張りを実施。
- 1966年（昭和41年）
  - 3月 - 鉄筋コンクリート造3階建（15教室）が完成。
  - 8月 - プールが完成。
- 1970年（昭和45年）
  - 4月 - 天神分校が「青井岳分校」に改称。
  - 8月 - 武道場が完成。中央校舎跡に鉄筋コンクリート造2階建ての管理特別教室棟および南校舎が完成。
- 1972年（昭和47年）4月 - 特殊学級を開設。
- 1973年（昭和48年）4月1日 - 青井岳分校を統合。
- 1975年（昭和50年）- 運動場を改良。
- 1987年（昭和62年）- 柔剣道場が完成。
- 1988年（昭和63年）- 校舎を増築。
- 1989年（平成元年）- パソコン教室を整備。
- 1997年（平成9年）- 創立50周年記念式典を挙行。
- 2000年（平成12年）- 新プールが完成。
- 2006年（平成18年）1月1日 - 都城市との合併により、「都城市立山之口中学校」（現校名）に改称。
- 2010年（平成22年）- 運動場およびテニスコートを改修。
- 2014年（平成26年）- 北校舎耐震補強工事が完了。

旧・青井岳分校（あおいだけ）
- 1947年（昭和22年）- 学制改革が行われる（六・三制の実施）
  - 4月1日 - 天神国民学校初等科は、新制小学校「山之口村立天神小学校[2]」に改組・改称。
  - 5月8日 - 天神国民学校高等科は、青年学校普通科とともに、新制中学校「山之口村立山之口中学校 天神分校」に改組・改称。
    - 当初、天神小学校に併設される。
- 1948年（昭和23年）11月 - 新校舎が完成。
- 1950年（昭和25年）11月15日 - 火災により、中学校天神分校の校舎が全焼。公民館を仮校舎として授業を開始。
- 1952年（昭和27年）4月 - 校舎を復旧。
- 1964年（昭和39年）
  - 1月 - ミルク給食を開始。
  - 11月3日 - 町制施行により「山之口町立山之口中学校 天神分校」に改称。
- 1968年（昭和43年）- 特別教室3、管理室1が完成。
- 1970年（昭和45年）4月1日 - 「山之口町立山之口中学校 青井岳分校」に改称。
- 1973年（昭和48年）3月31日 - 山之口町立山之口中学校（本校）への統合により閉校。
  - 青井岳小学校[2]が1977年（昭和52年）3月末に閉校した後の跡地は、民間の企業に使用された後、校舎は解体された。現在は青井岳観測所の敷地となっている。

## 交通アクセス
最寄りの鉄道駅
- JR九州 日豊本線 「山之口駅」

最寄りのバス停留所
- 宮崎交通バス（宮交バス）「山之口総合支所前」停留所

最寄りの幹線道路
- 国道269号
- 宮崎県道47号三股高城線

## 周辺
- 都城市山之口学校給食センター
- 都城市山之口総合支所
- 山之口町商工会
- 山之口あじさい公園
- 花ノ木川